# Sebastián Robredo Villarroya
Sebastián Robredo Villarroya fue un albéitar (veterinario) español del siglo XVIII.

## Biografía
Natural de El Pobo, pertenecía a una familia de tradición veterinaria. Vicente Dualde Pérez, principal estudioso de su figura, hipotetiza que debió tener una esmerada educación por las muestras de conocimientos religiosos y porque debió pasar exámenes ante diferentes tribunales para ejercer tanto en el reino de Aragón como en el de Valencia. Su obra muestra igualmente conocimientos de las teorías médicas de Galeno. Consta, por las menciones biográfica en su obra, que ejerció tanto en Aliaga (Aragón) como en Onda (Valencia), a ambos lados del Maestrazgo. Falleció en 1760.
Es conocido sobre todo por ser el autor en 1744 del tratado Observaciones prácticas de albeitería, una obra de referencia histórica en el campo de la hipología. Pese a que la obra contiene aún supersticiones y rezos, y se centra principalmente en dolencias externas, también describe operaciones quirúrgicas. Es de valor histórico al ser la primera referencia conocida de algunas operaciones quirúrgicas en animales como la paracentesis y la uretrotomía. También describe tratamientos para torozón y úlceras. Es también la primera referencia a la hemoglobinura como dolencia (que denomina hematuria de los muletos recién nacidos) si bien la profilaxis que propone como remedio para esta es incorrecta. La obra termina con un recetario de preparaciones farmacéuticas para animales, especialmente para tratamientos cutáneos, antiparasitarios y antiinflamatorios, entre los que menciona al hígado de antimonio que recomienda mezclar con el salvado.
Su tratado fue un éxito en su tiempo, siendo reeditada después del fallecimiento de Robredo en 1778 y era aún una obra de referencia para enfermedades en el ganado como el carbunco en 1790. A principios del siglo XIX aún se citaba y se empleaban sus recomendaciones contra la hemoglobinura.